# Serguéi Kanov
Serguéi Kanov –en ruso, Сергей Канов– es un deportista soviético que compitió en vela en la clase Soling.
Ganó una medalla de bronce en el Campeonato Mundial de Soling de 1987 y dos medallas en el Campeonato Europeo de Soling, oro en 1987 y bronce en 1985.

## Palmarés internacional
| \| Campeonato Mundial \| Campeonato Mundial \| Campeonato Mundial \| Campeonato Mundial \| \| Año \| Lugar \| Medalla \| Clase \| \| ------------------ \| ---------------------- \| ------------------ \| ------------------ \| \| 1987 \| Kiel (RFA) \| Medalla de bronce \| Soling \| \| Campeonato Europeo \| \| \| \| \| Año \| Lugar \| Medalla \| Clase \| \| 1985 \| Balatonfüred (Hungría) \| Medalla de bronce \| Soling \| \| 1987 \| Karlshamn (Suecia) \| Medalla de oro \| Soling \| |                        |                   |        |
| Campeonato Mundial |                        |                   |        |
| Año | Lugar                  | Medalla           | Clase  |
| 1987 | Kiel (RFA)             | Medalla de bronce | Soling |
| Campeonato Europeo |                        |                   |        |
| Año | Lugar                  | Medalla           | Clase  |
| 1985 | Balatonfüred (Hungría) | Medalla de bronce | Soling |
| 1987 | Karlshamn (Suecia)     | Medalla de oro    | Soling |